# إطلاق النار دار السلام
إطلاق النار دار السلام في 25 أغسطس 2021 فتح مسلح النار على موقعين في دار السلام بتنزانيا. في البداية قتل ضابطي شرطة عند تقاطع وسرق بنادق الضباط. سار عدة مئات من الأمتار إلى السفارة الفرنسية، حيث قتل ضابطا آخر وحارس أمن. كما أصاب المسلح ستة أشخاص آخرين، قبل أن تقتله الشرطة بالرصاص.
في 2 سبتمبر 2021 أكدت السلطات أن المهاجم الذي يُدعى حمزة محمد كان قد قام بإطلاق النار بدافع التطرف. وكان يصل إلى محتوى متطرف من صفحات التواصل الاجتماعي المتعلقة بالدولة الإسلامية في العراق والشام.